# Philex
Philex est un éditeur philatélique allemand. Il publie des catalogues de cotations pour les émissions philatéliques et de monnaies de plusieurs pays.
Ses catalogues sont d'un format relativement petit et compact et comprennent le minimum d'informations indispensables pour un collectionneur non spécialiste.
L'éditeur publie sur un rythme annuel des catalogues pour les émissions d'Allemagne, d'Autriche, de Belgique, d'Espagne, de France, d'Israël, du Luxembourg, des Pays-Bas, du Royaume-Uni, de Suisse (avec Liechtenstein) et du Vatican, ainsi que des émissions Europa et de l'administration postale des Nations unies.